# Celestite (album)
Celestite è il quinto album del gruppo musicale statunitense Wolves in the Throne Room, pubblicato nel 2014 dalla Artemisia Records. Finora, è l'unico album ambient strumentale del gruppo.

## Tracce
1. Turning Ever Towards the Sun – 12:43
2. Initiation at Neudeg Alm – 5:58
3. Bridge of Leaves – 5:08
4. Celestite Mirror – 14:32
5. Sleeping Golden Storm – 9:02

## Formazione

### Gruppo
- Nathan Weaver - chitarra, tastiera
- Aaron Weaver- chitarra, tastiera